# الکساندر ویندمن
الکساندر ویندمن (انگلیسی: Alexander Vindman؛ زادهٔ ۶ ژوئن ۱۹۷۵) یک سرهنگ ارتش ایالات متحده است که به عنوان مدیر امور اروپا برای شورای امنیت ملی ایالات متحده آمریکا خدمت می‌کند. وی همچنین برندهٔ جوایزی همچون پرپل هارت شده‌است. ویندمن در اکتبر سال ۲۰۱۹ وقتی به کنگره ایالات متحده آمریکا در مورد رسوایی ترامپ و اوکراین شهادت داد، مورد توجه ملی قرار گرفت. وی در سومین نشست علنی اعلام وصول استیضاح دونالد ترامپ که در کمیته اطلاعات مجلس نمایندگان آمریکا برگزار شد، به عنوان شاهد حضور یافت.